# Torsten Kühnemund
Torsten Kühnemund (Lutherstadt Wittenberg, 1964. július 28. –) német vívó. Az 1988. évi nyári olimpiai játékokon férfi egyéni párbajtőrvívásban az 1. körben a Côté-Ma-Al-Doseri-Fernández-Fonseca, míg a 2. körben a Fernández-di Tella-Dessureault-Poffet csoporton lépett túl 3, illetve 4 győzelemmel. A főtáblára kerülésért a Pinto-Llewellyn-Ganeff-Machado-Gadomski ötös mindegyikét legyőzte. A főtábla első körében az osztrák Johannes Nagele, a második körében a belga Stefan Joos ellen győzött, az osztrák Arno Strohmeyert is legyőzte. A negyeddöntőben az olasz Sandro Cuomo állította meg, így az 5. helyen végzett.